# Qiagen
Qiagen est une société qui vend des kits de biologie moléculaire. Ces produits sont destinés à la préparation d'échantillon en préanalyse et des solutions de diagnostic moléculaire. Fondée en 1984, Qiagen est désormais une compagnie de holding néerlandaise avec un centre opérationnel basé à Hilden en Allemagne. Qiagen possède des filiales dans 14 pays et emploie environ 5200 personnes à travers le monde.

## Principaux actionnaires
Au 19 décembre 2019:
| Primecap                               | 6,61% |
| Massachusetts Financial Services       | 5,53% |
| Wellington Management                  | 4,03% |
| Wellington Management International    | 3,96% |
| Baillie Gifford & Co.                  | 3,17% |
| The Vanguard Group                     | 3,06% |
| FIL Investment Advisors                | 2,08% |
| State Street Global Advisors           | 1,94% |
| Hardman Johnston Global Advisors       | 1,76% |
| BlackRock Asset Management Deutschland | 1,68% |